# (8299) Téaleoni
8299 Tealeoni (1993 TP24) – planetoida z pasa głównego asteroid okrążająca Słońce w ciągu 3,23 lat w średniej odległości 2,19 au. Odkryta 9 października 1993 roku.